# Équipe des Pays-Bas féminine de volley-ball
L'équipe des Pays-Bas féminine de volley-ball est composée des meilleures joueuses sélectionnées par la Fédération néerlandaise de volley-ball (Nederlandse Volleyball Bond, NeVoBo). Elle est classée au 10e rang de la Fédération internationale de volley-ball au 10 juillet 2022.

## Palmarès et parcours

### Palmarès
- Championnat d'Europe
  - Vainqueur : 1995
  - Finaliste : 1991, 2009, 2015, 2017

- Grand Prix Mondial
  - Vainqueur : 2007
  - Troisième : 2016

### Parcours

#### Jeux Olympiques
| - 1964 : Non qualifiée - 1968 : Non qualifiée - 1972 : Non qualifiée - 1976 : Non qualifiée - 1980 : Non qualifiée - 1984 : Non qualifiée - 1988 : Non qualifiée - 1992 : 5e - 1996 : 4e - 2000 : Non qualifiée | - 2004 : 10e - 2008 : Non qualifiée - 2012 : Non qualifiée - 2016 : 4e - 2020 : Non qualifiée |

#### Championnats du monde
| - 1952 : Non participante - 1956 : 10e - 1960 : Non participante - 1962 : 12e - 1967 : Non participante - 1970 : 15e - 1974 : 16e - 1978 : 17e - 1982 : 16e - 1986 : Non qualifiée | - 1990 : 9e - 1994 : 12e - 1998 : 7e - 2002 : 9e - 2006 : 8e - 2010 : 11e - 2014 : 13e - 2018 : 4e |

#### Ligue des nations
- 2018 : 4e
- 2019 : 11e
- 2021 : 7e
- 2022 : 11e

#### Grand Prix
| - 1993 : Non qualifiée - 1994 : 9e - 1995 : Non qualifiée - 1996 : 7e - 1997 : 7e - 1998 : Non qualifiée - 1999 : 8e - 2000 : Non qualifiée - 2001 : Non qualifiée - 2002 : Non qualifiée | - 2003 : 4e - 2004 : Non qualifiée - 2005 : 6e - 2006 : Non qualifiée - 2007 : Vainqueur - 2008 : Non qualifiée - 2009 : 4e - 2010 : 7e - 2011 : Non qualifiée - 2012 : Non qualifiée | - 2013 : 12e - 2014 : 14e - 2015 : 13e - 2016 : 3e - 2017 : 5e |

#### Coupe du monde
| - 1973 : Non qualifiée - 1977 : Non qualifiée - 1981 : Non qualifiée - 1985 : Non qualifiée - 1989 : Non qualifiée - 1991 : Non qualifiée - 1995 : 8e - 1999 : Non qualifiée - 2003 : Non qualifiée - 2007 : Non qualifiée | - 2011 : Non qualifiée - 2015 : Non qualifiée - 2019 : 8e |

#### World Grand Champions Cup
| - 1993 : Non qualifiée - 1997 : Non qualifiée - 2001 : Non qualifiée - 2005 : Non qualifiée - 2009 : Non qualifiée - 2013 : Non qualifiée - 2017 : Non qualifiée |

#### Championnats d'Europe
| - 1949 : 7e - 1950 : Non participante - 1951 : 5e - 1955 : Non participante - 1958 : 10e - 1963 : 9e - 1967 : 7e - 1971 : 9e - 1975 : 11e - 1977 : 10e | - 1979 : 6e - 1981 : 9e - 1983 : 11e - 1985 : 3e - 1987 : 5e - 1989 : Non qualifiée - 1991 : Finaliste - 1993 : 7e - 1995 : Vainqueur - 1997 : 9e | - 1999 : 5e - 2001 : 5e - 2003 : 4e - 2005 : 5e - 2007 : 5e - 2009 : Finaliste - 2011 : 7e - 2013 : 9e - 2015 : Finaliste - 2017 : Finaliste | - 2019 : 5e - 2021 : 4e |

#### Ligue européenne
| - 2009 : Non qualifiée - 2010 : Non qualifiée - 2011 : Non qualifiée - 2012 : 4e - 2013 : Non qualifiée - 2014 : Non qualifiée - 2015 : Non qualifiée - 2016 : Non qualifiée - 2017 : Non qualifiée - 2018 : Non qualifiée | - 2019 : Non qualifiée - 2021 : Non qualifiée |

## Galerie

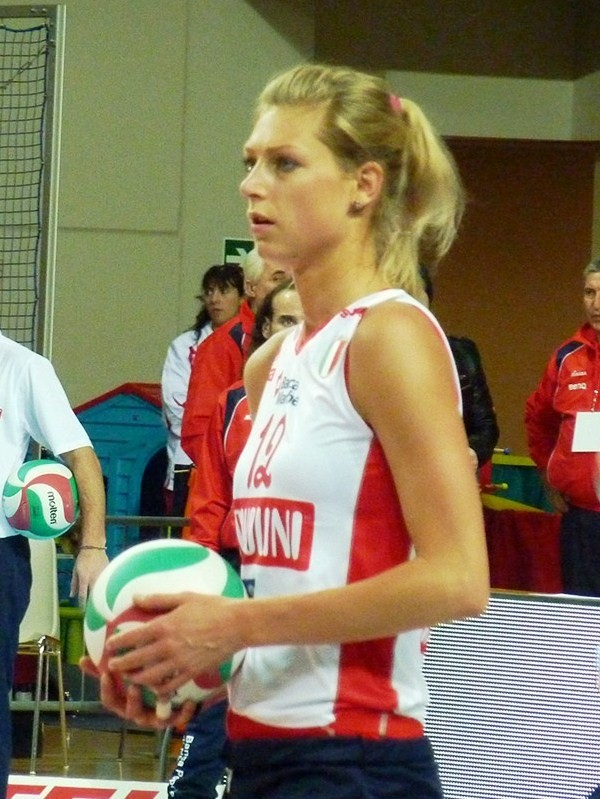
Manon Flier
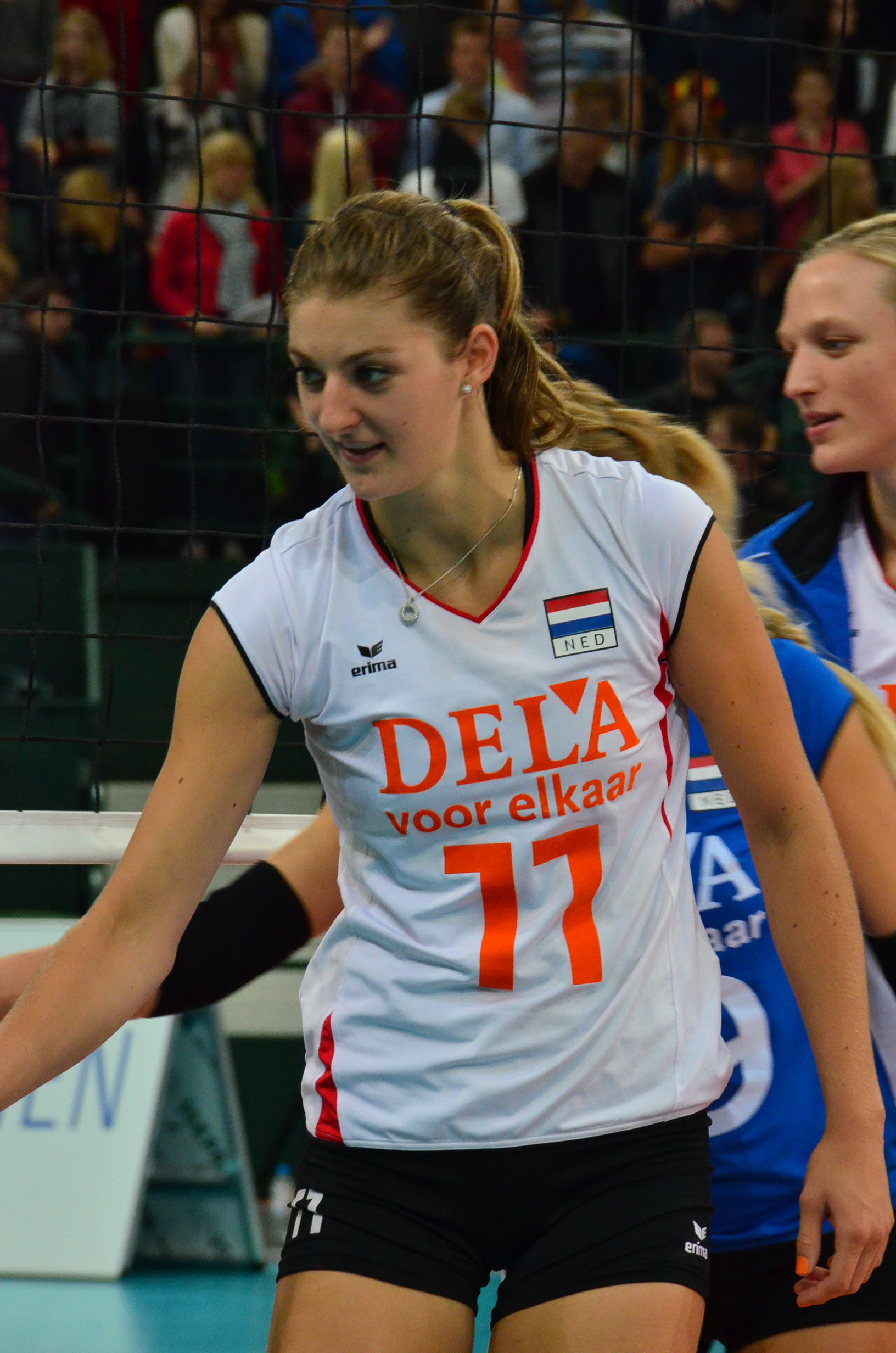
Anne Buijs
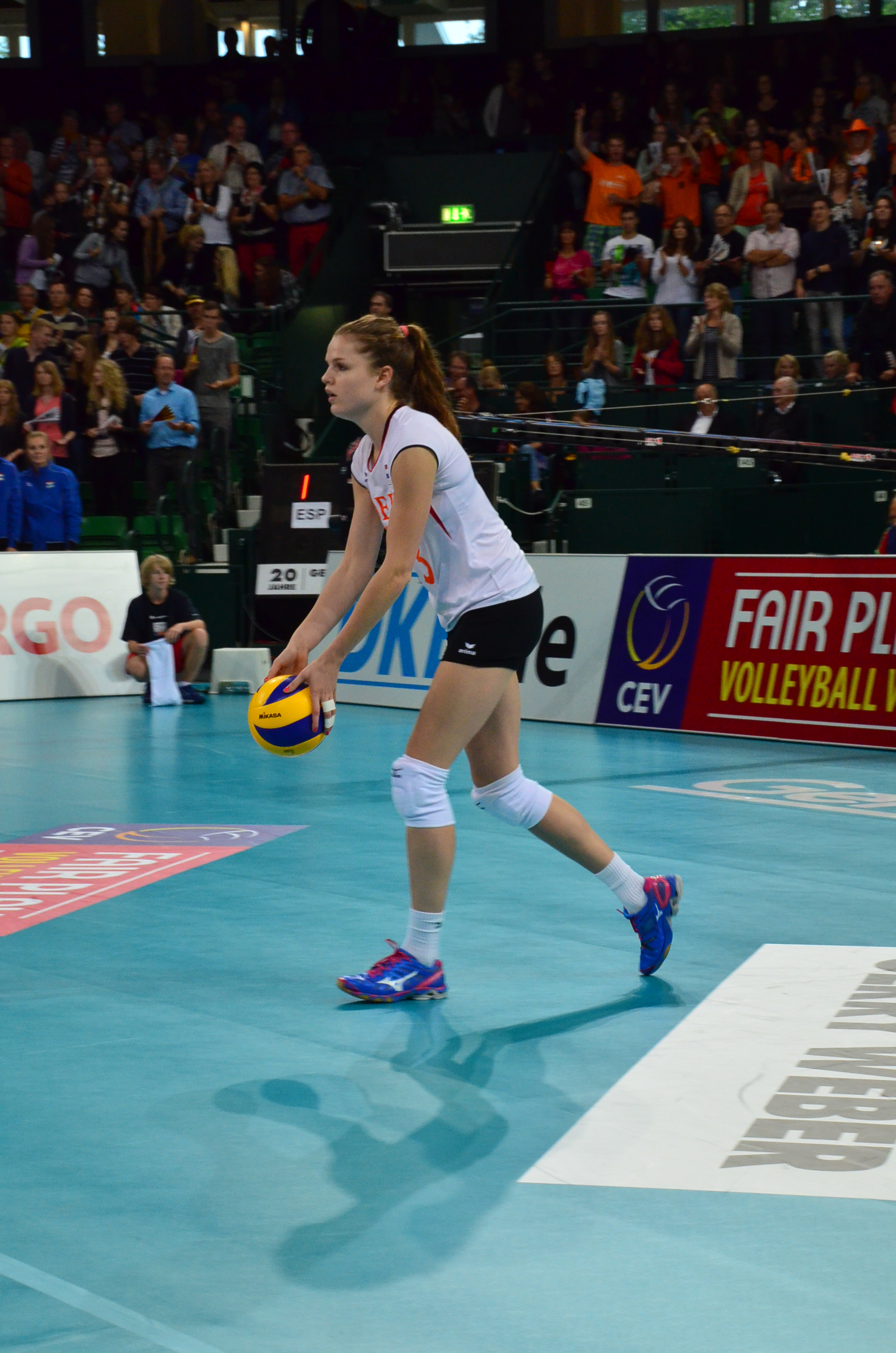
Yvon Beliën
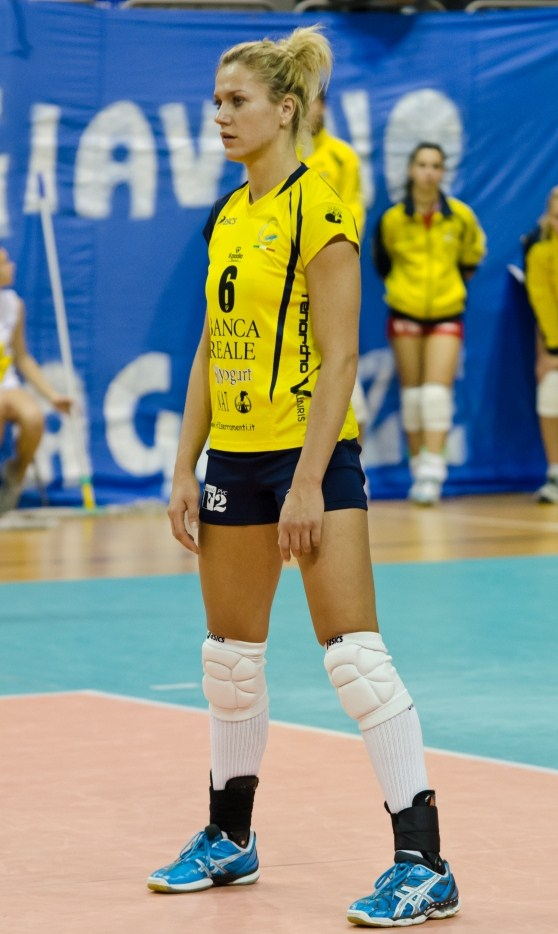
Maret Grothues
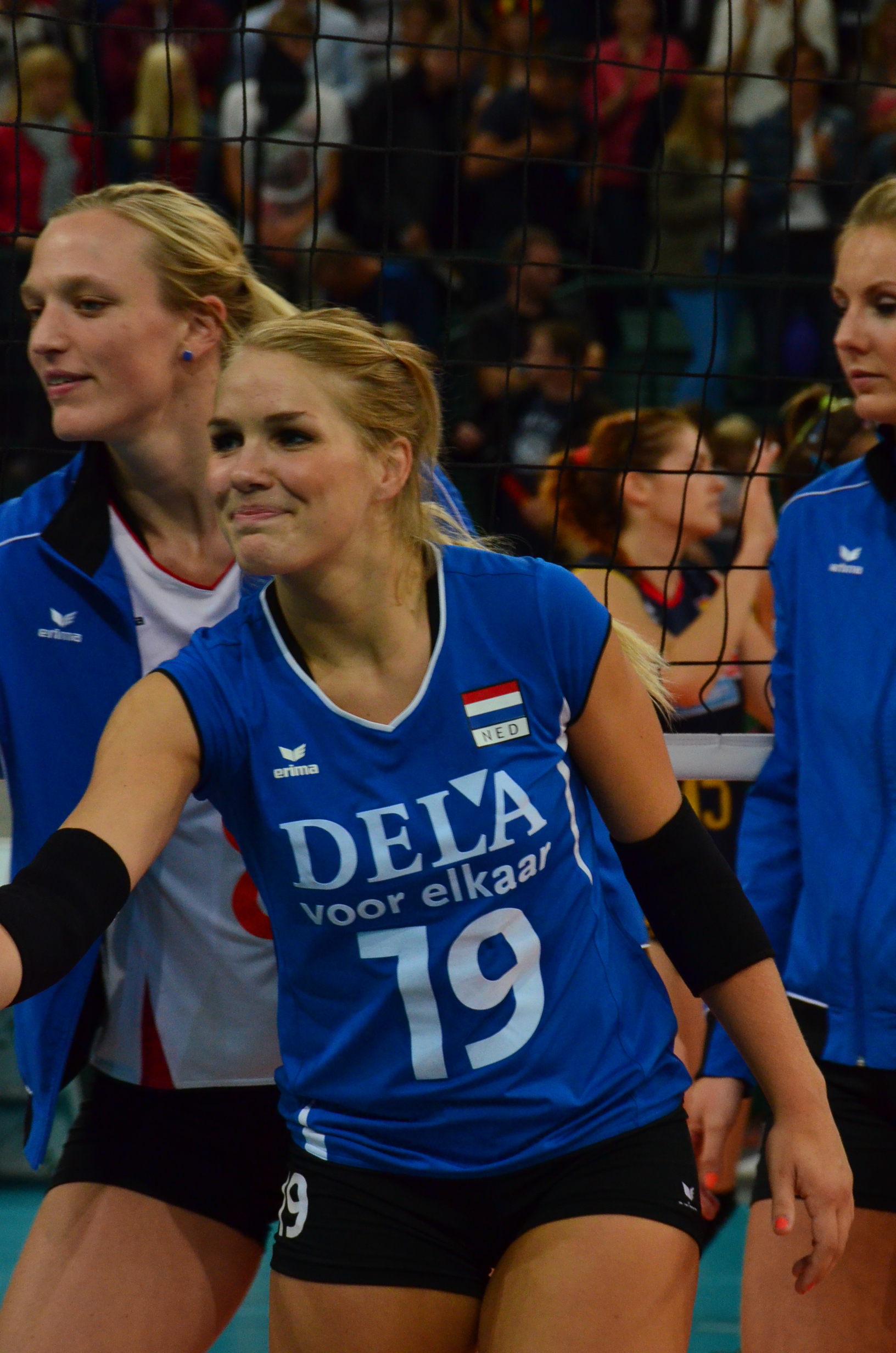
Kirsten Knip
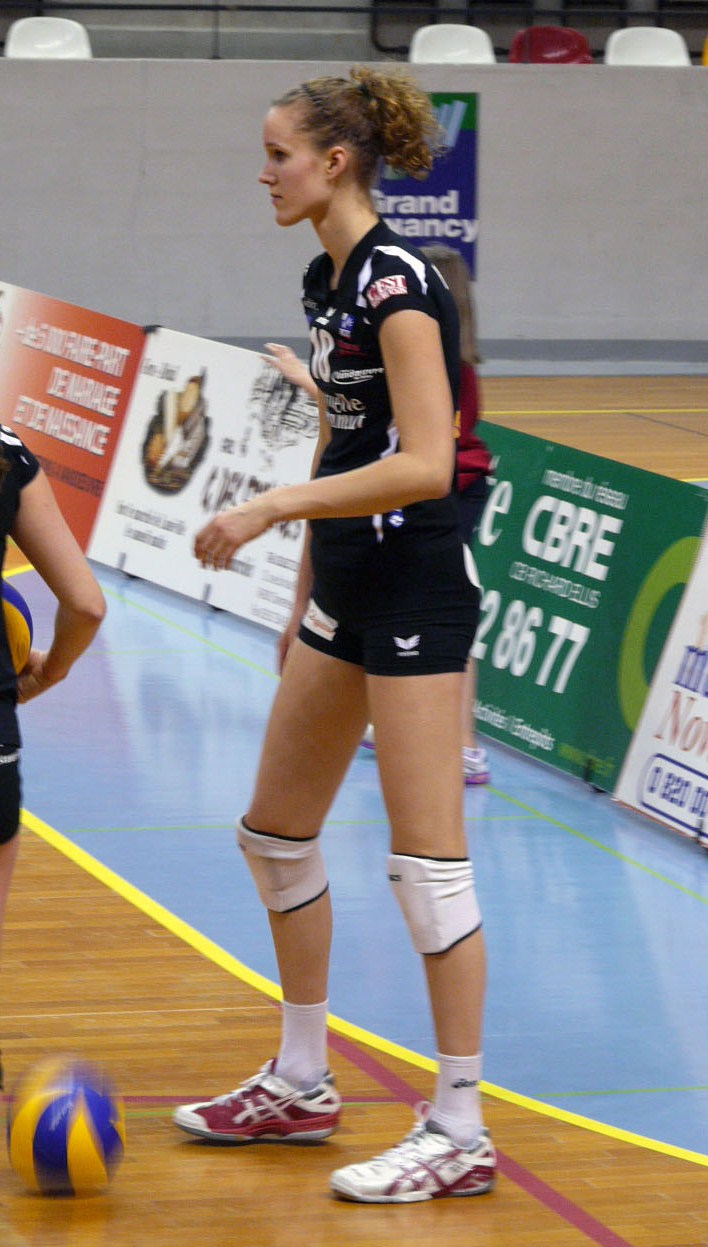
Nicole Koolhaas
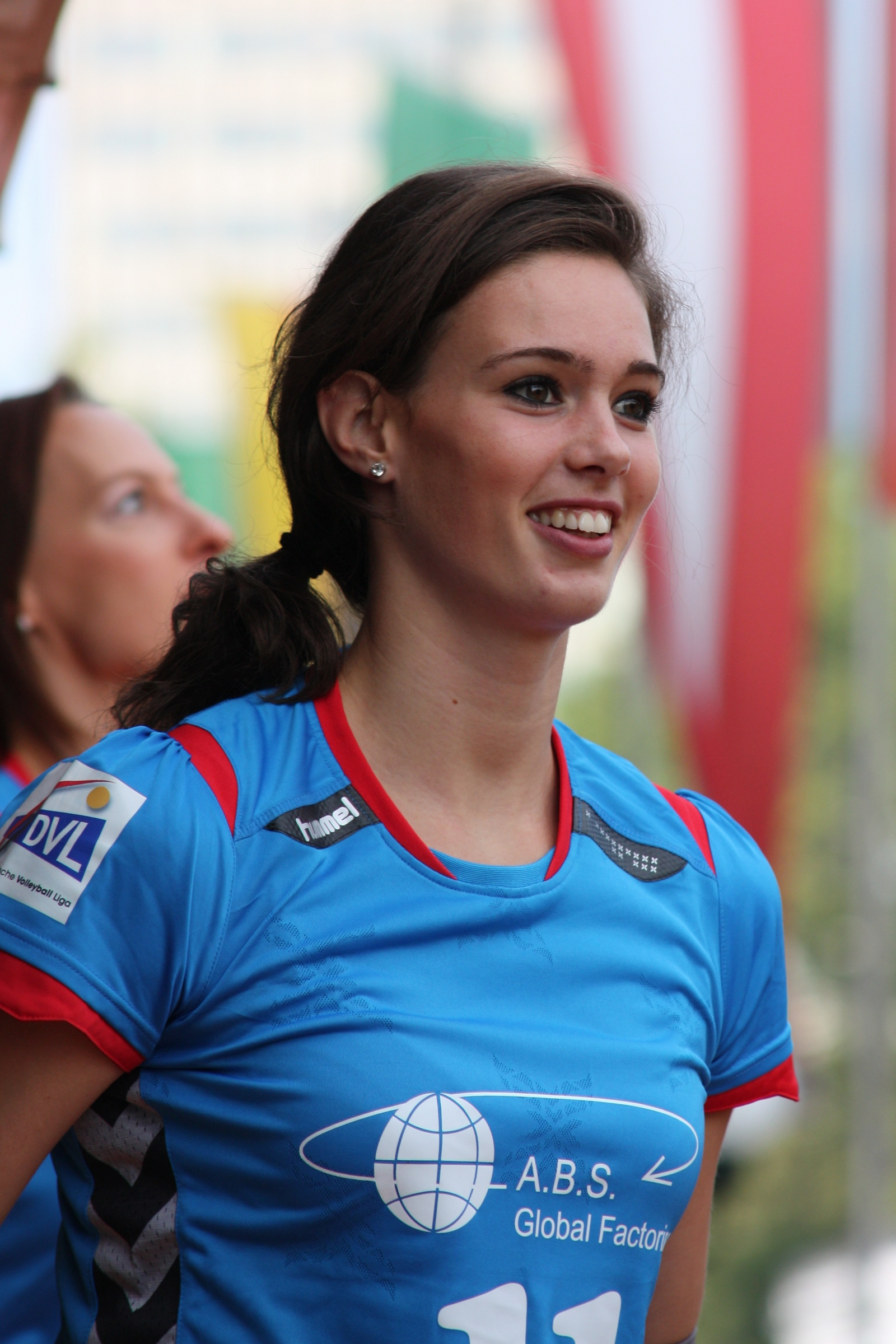
Karine Muijlwijk
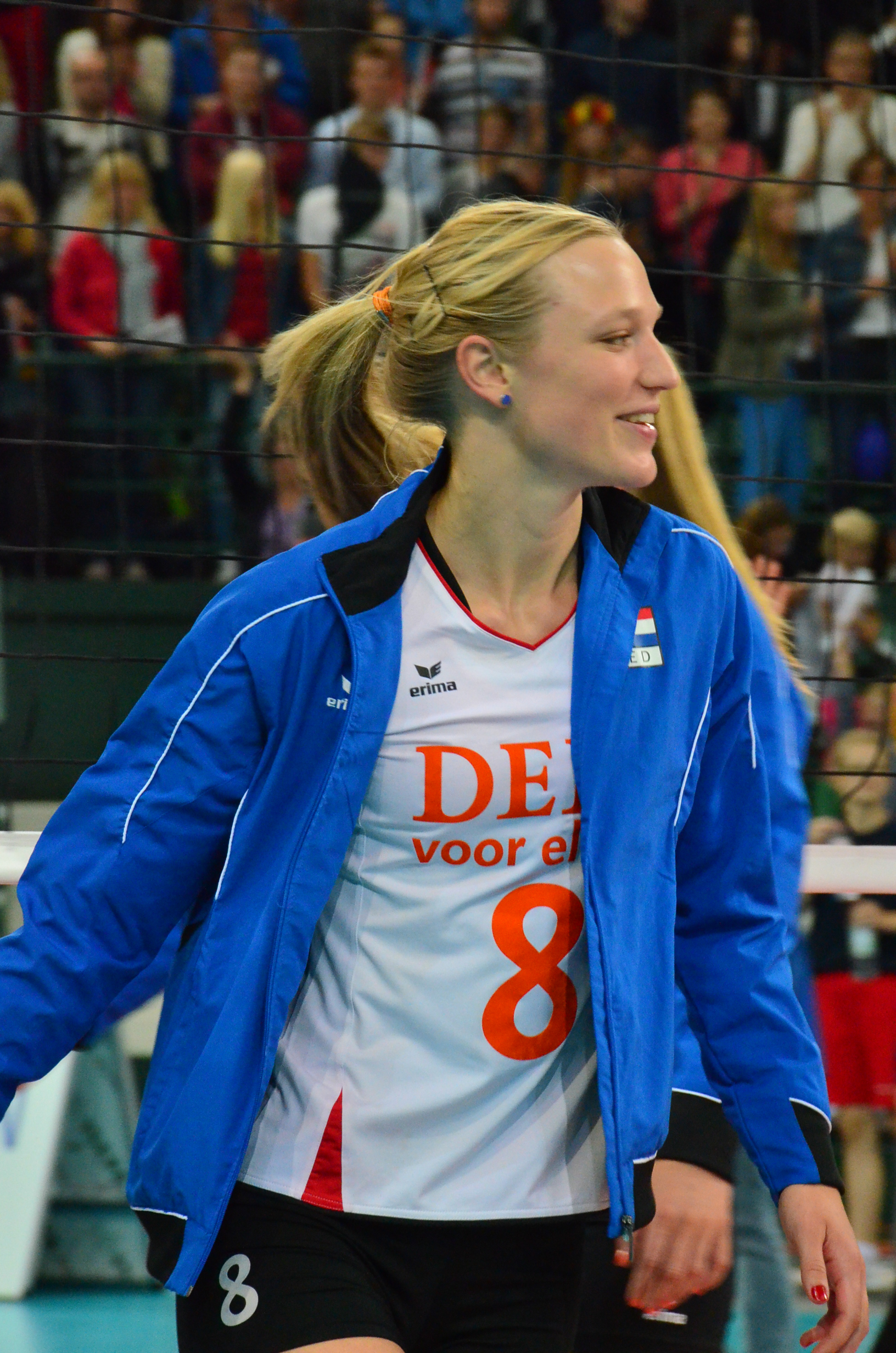
Judith Pietersen
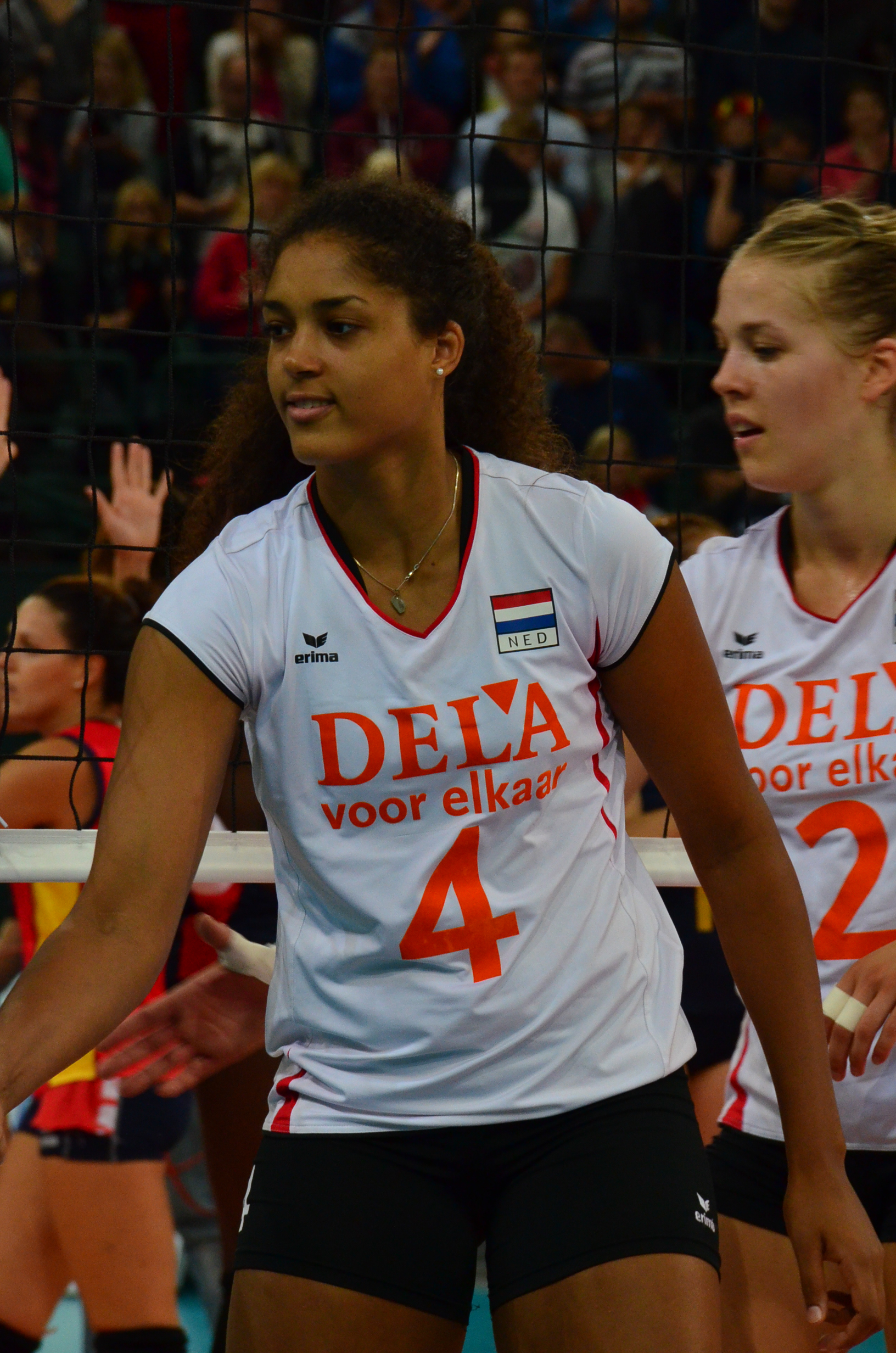
Celeste Plak
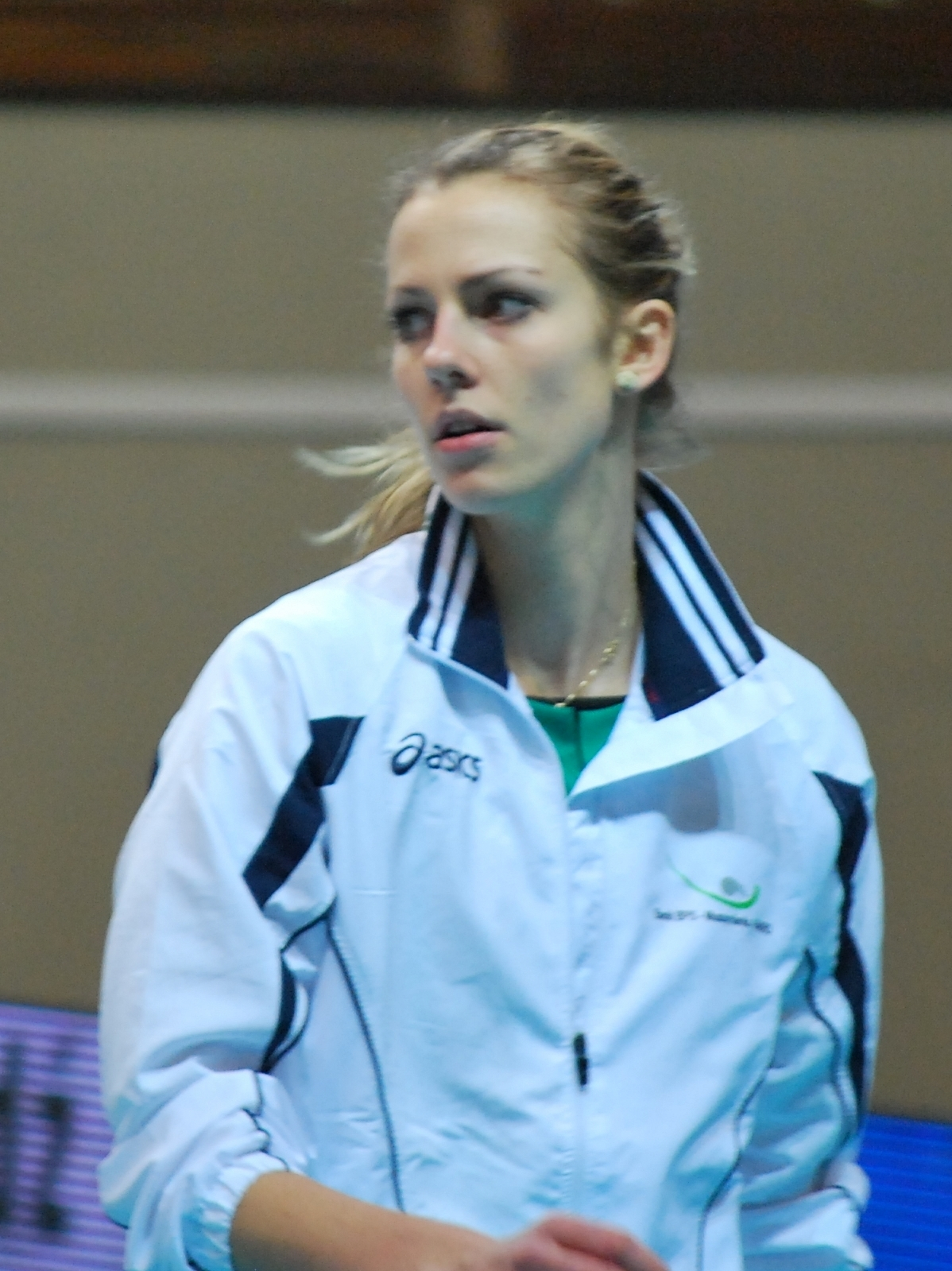
Debby Stam
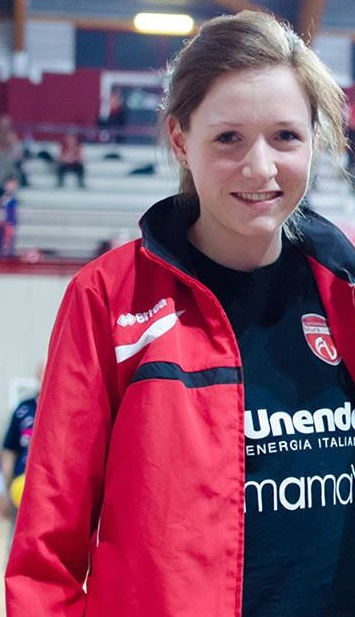
Lonneke Slöetjes
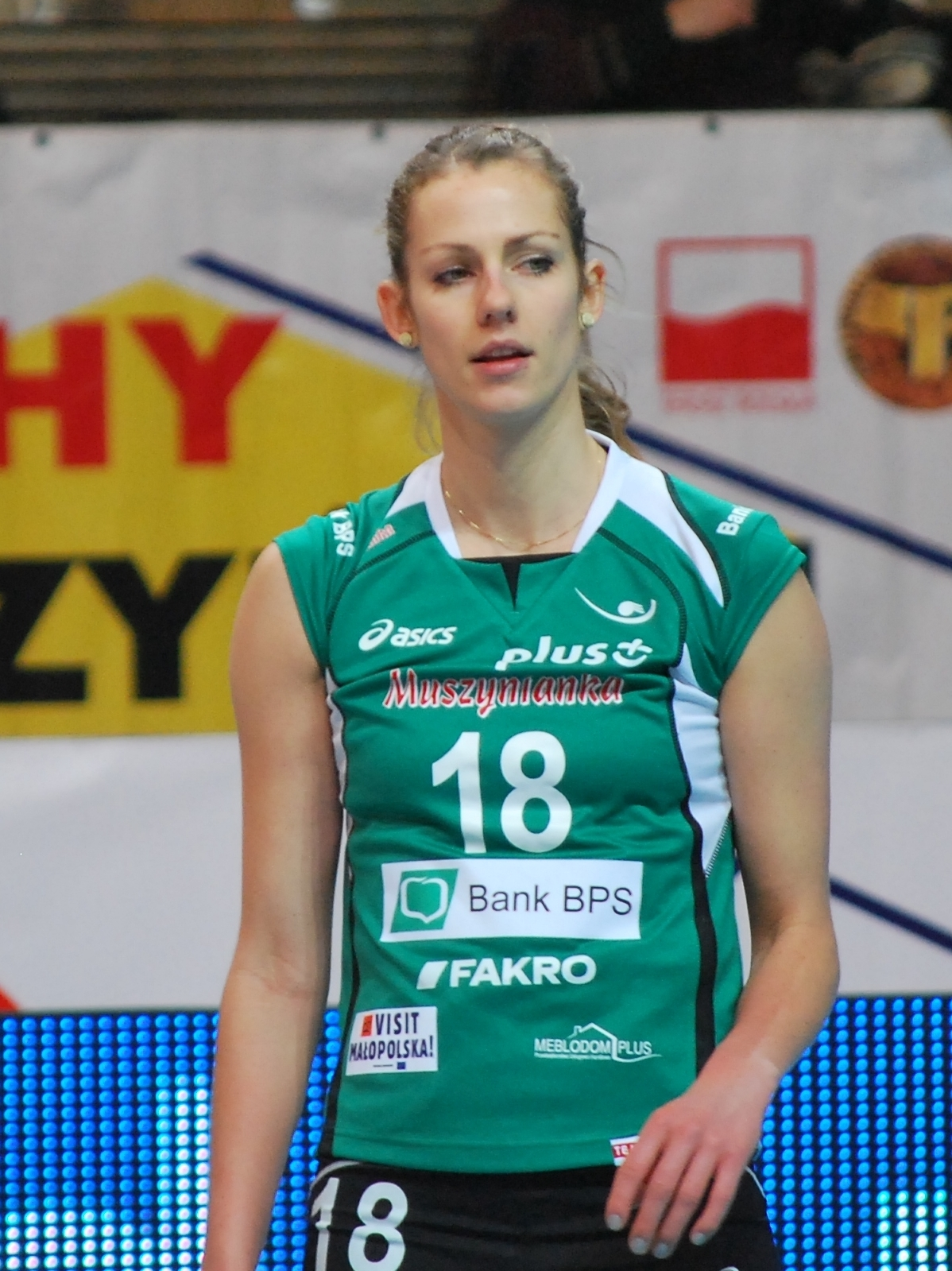
Debby Stam
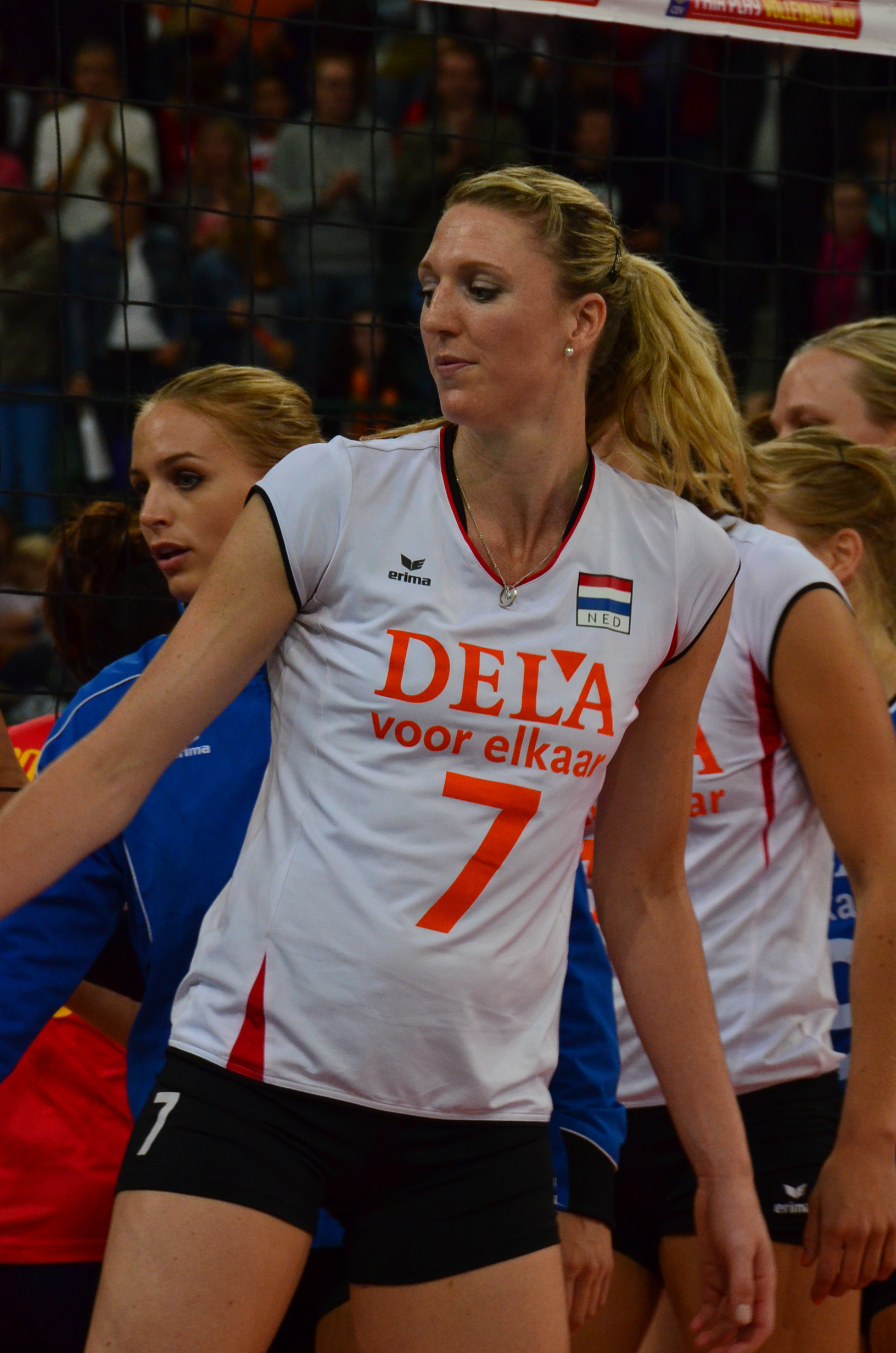
Quinta Steenbergen
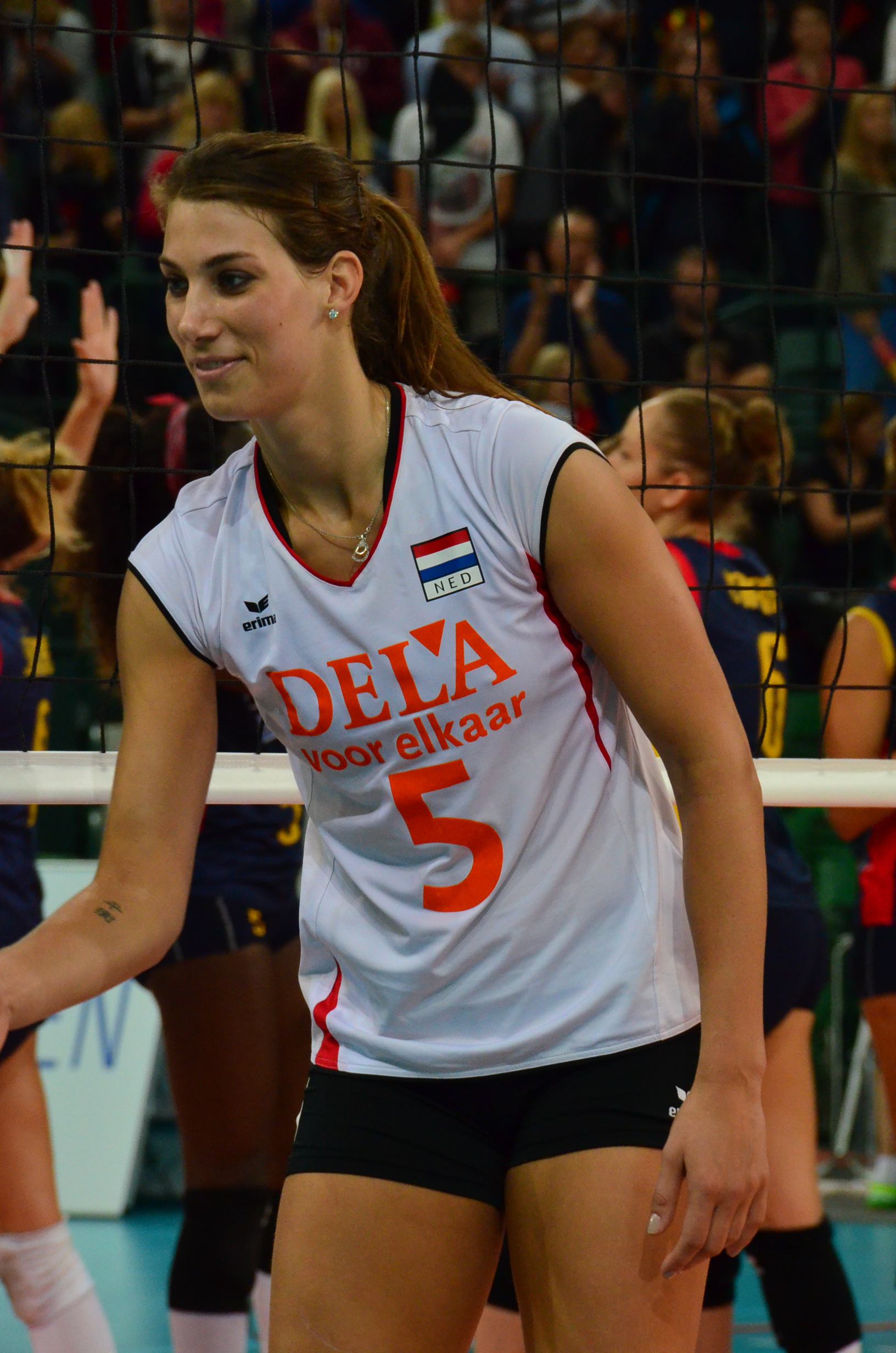
Robin de Kruijf
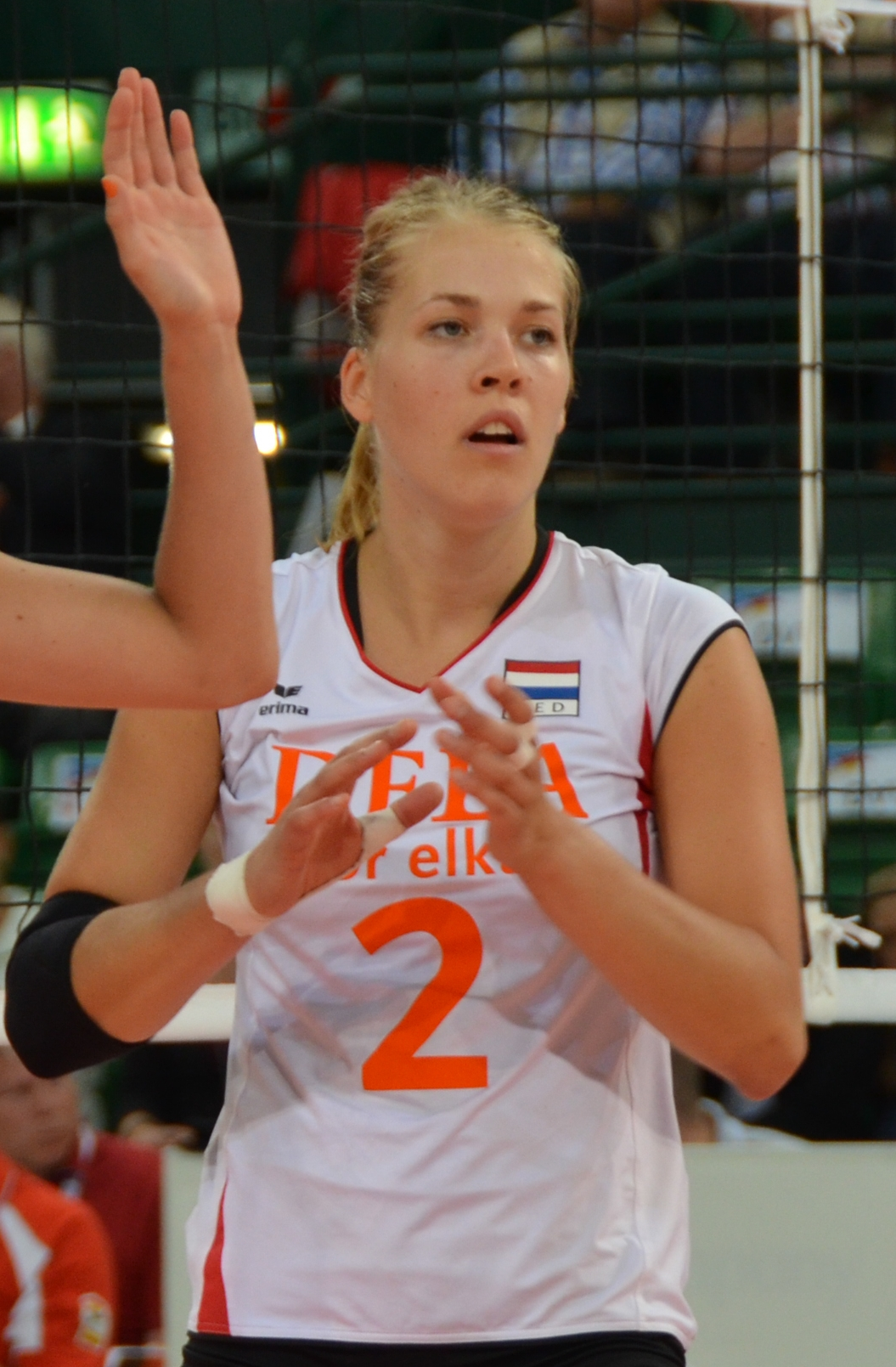
Femke Stoltenborg
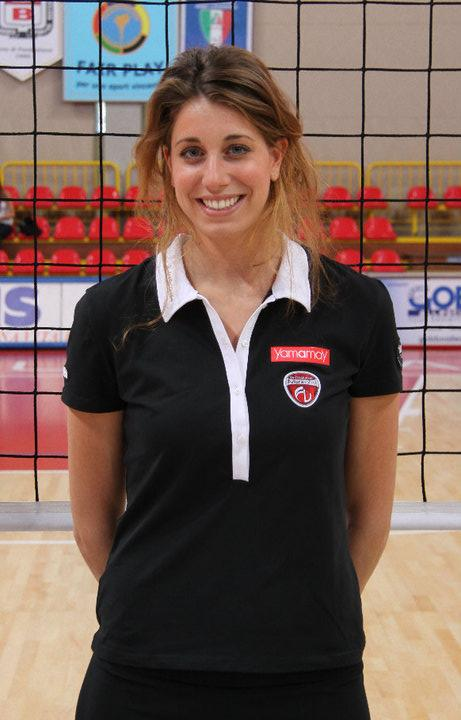
Floortje Meijners
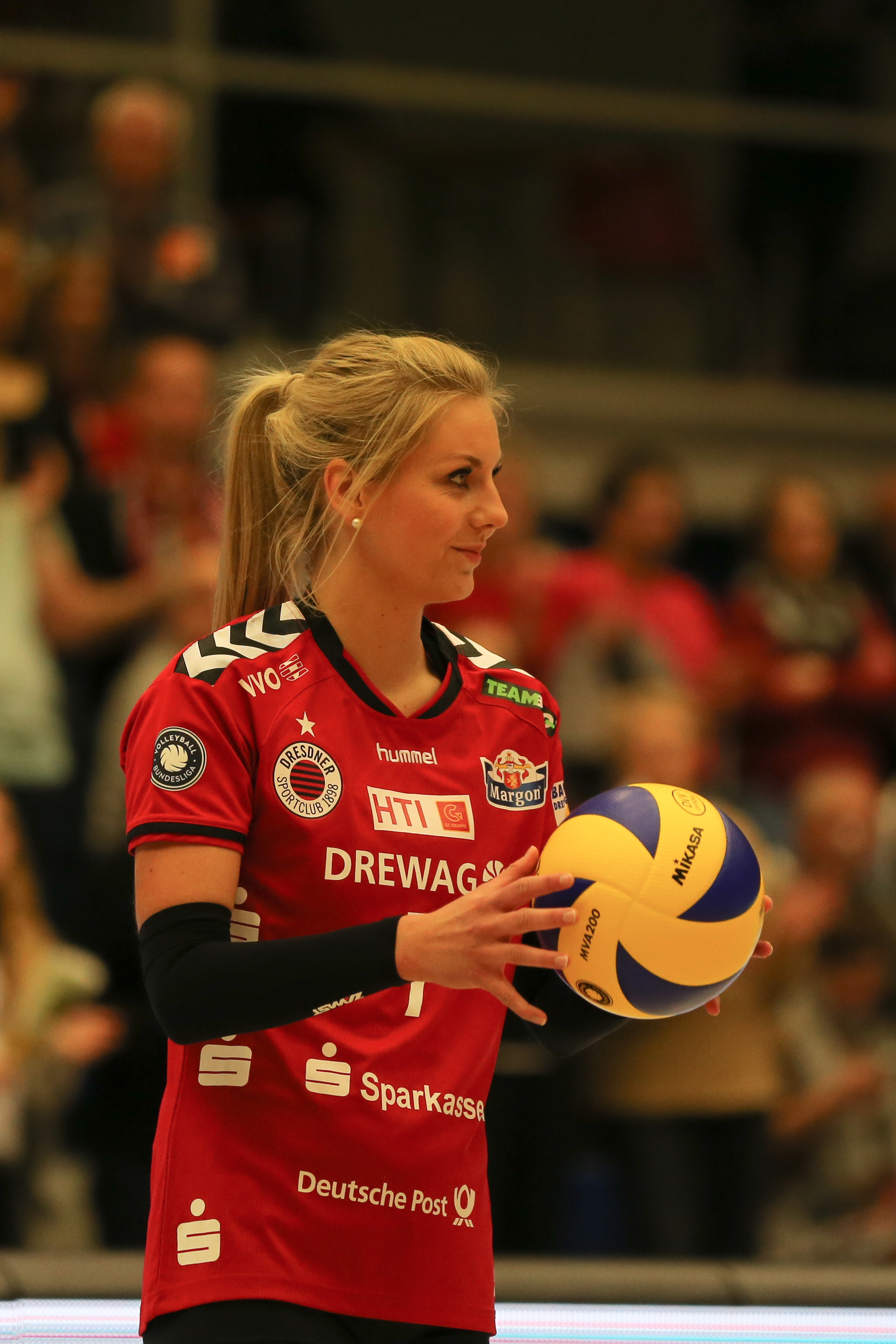
Laura Dijkema
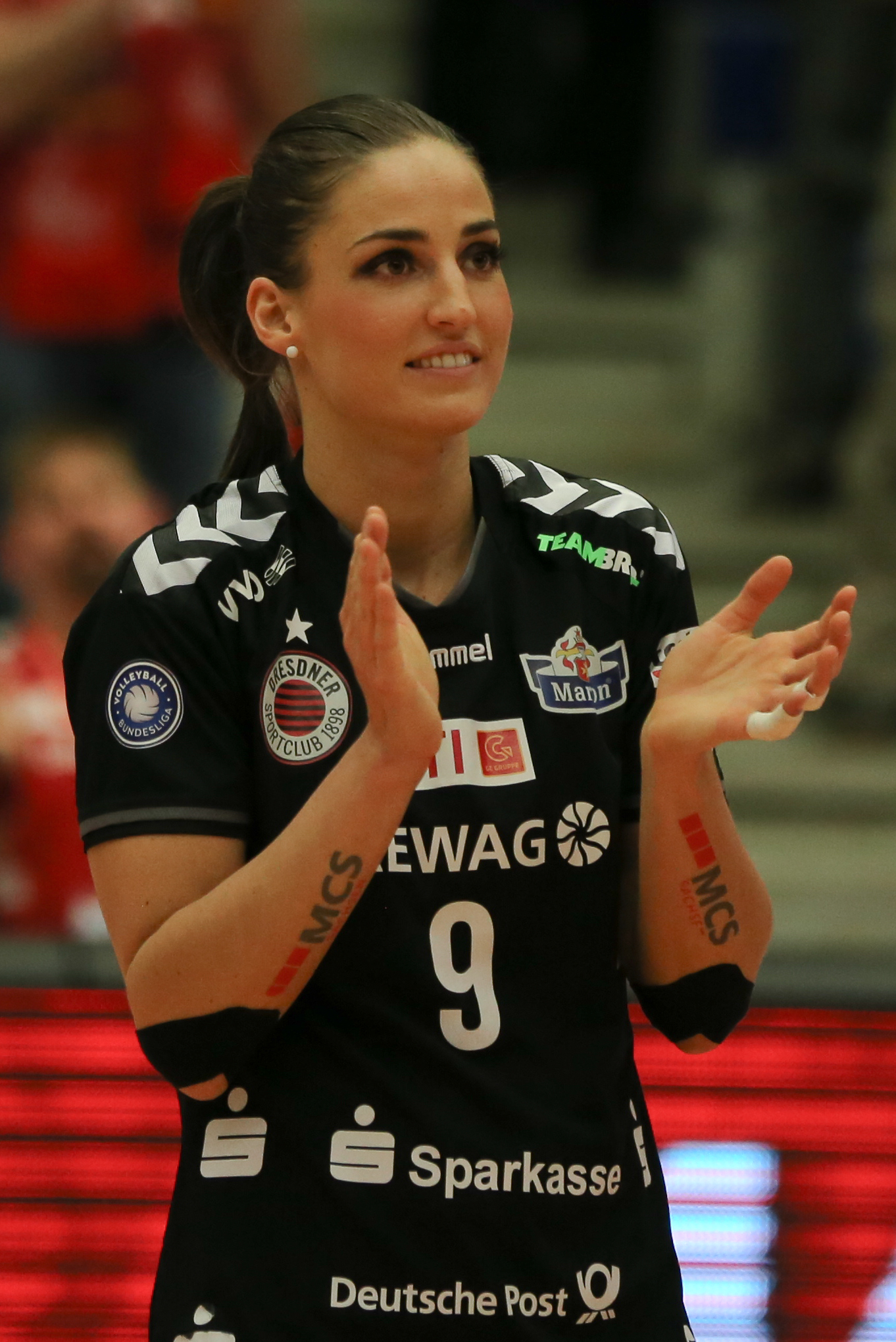
Myrthe Schoot